# Ковпак, Прасковья Сергеевна
Ковпак (Чевгуз) Прасковья Сергеевна (1915, Чаша — 1981, Куяновка) — передовик сельского хозяйства Украинской ССР, звеньевая Бурынского свеклосовхоза, Герой Социалистического Труда (1948).

## Биография
Чевгуз Прасковья Сергеевна родилась в 1915 году в селе Чаша (в 1967-1971 годах присоединено к Михайловке) Бурынского района Сумской области в крестьянской семье. На долю выпали тяжкие испытания. Прошла сквозь страдания Голодомора 1932-1933 и 1946-1947, Второй мировой войны. До 1950 года проживала в селе Чаша, прославляя трудом родную землю. Потом переехала в Белопольский район, где работала звеньевой полеводческой бригады в совхозе Куяновского сахарокомбината. Умерла в 1981 году в селе Куяновка Белопольского района.

## Трудовые достижения
В 1943 году возглавила звено артели села Чаша Бурынского района. В 1947 году получила 30,12 центнеров с 1 га зерновых. 1950 года — по 31 центнеру сахарной свёклы с 1 га .

## Награды
В 1948 году в Киеве получила высокие награды — орден Ленина и Золотую медаль Героя Социалистического Труда. В 1950 году в Киеве получила второй орден Ленина.